# Estación Cachiyuyo
Cachiyuyo es una antigua estación ferroviaria ubicada en la localidad de Cachiyuyo, en la comuna de Vallenar, Región de Atacama, Chile. La estación fue inaugurada en 1914 y cerrada en 1978. Es un Monumento Nacional de Chile.

## Historia
Fue construida por la Empresa de los Ferrocarriles del Estado en 1914, cuando se trasladó la estación desde el sector de El Escorial. En torno a la estación comenzó la consolidación de la localidad, considerada como su hito fundacional.
Luego de la destrucción provocada por el terremoto de Vallenar de 1922, en 1923 fue reconstruida la casa habitación y oficina del jefe de la estación.
El 27 de mayo de 1967 una resolución de la Subsecretaría de Transportes suprimió la estación, convirtiéndola en un paradero sin personal. La estación fue suprimida definitivamente mediante decreto del 28 de julio de 1978.
Fue declarada Monumento Nacional de Chile, en la categoría de Monumento Histórico, mediante el Decreto Exento n.º 478, del 27 de agosto de 1996. Actualmente es utilizada como residencia particular.

## Descripción
Construida en madera de pino oregón y churqui, con revestimientos de greda y paja, presenta una estructura de un piso, y un techado de fierro galvanizado.